# 嗜盐潮滩杆状菌
嗜盐潮滩杆状菌（学名：Aestuariibacter halophilus）也称嗜盐潮汐杆菌或嗜盐潮间带杆菌，是潮滩杆状菌属的下属物种。此物种是一种革兰氏阴性、严格好氧、嗜盐、化能异养、运动性、不形成孢子、过氧化氢酶阳性、氧化酶阳性且嗜温的杆状细菌。此物种用单极鞭毛运动。此物种最初于2002年8月3日从韩国江华岛的沉积物样品中分离出来。